# Palacete von Bülow

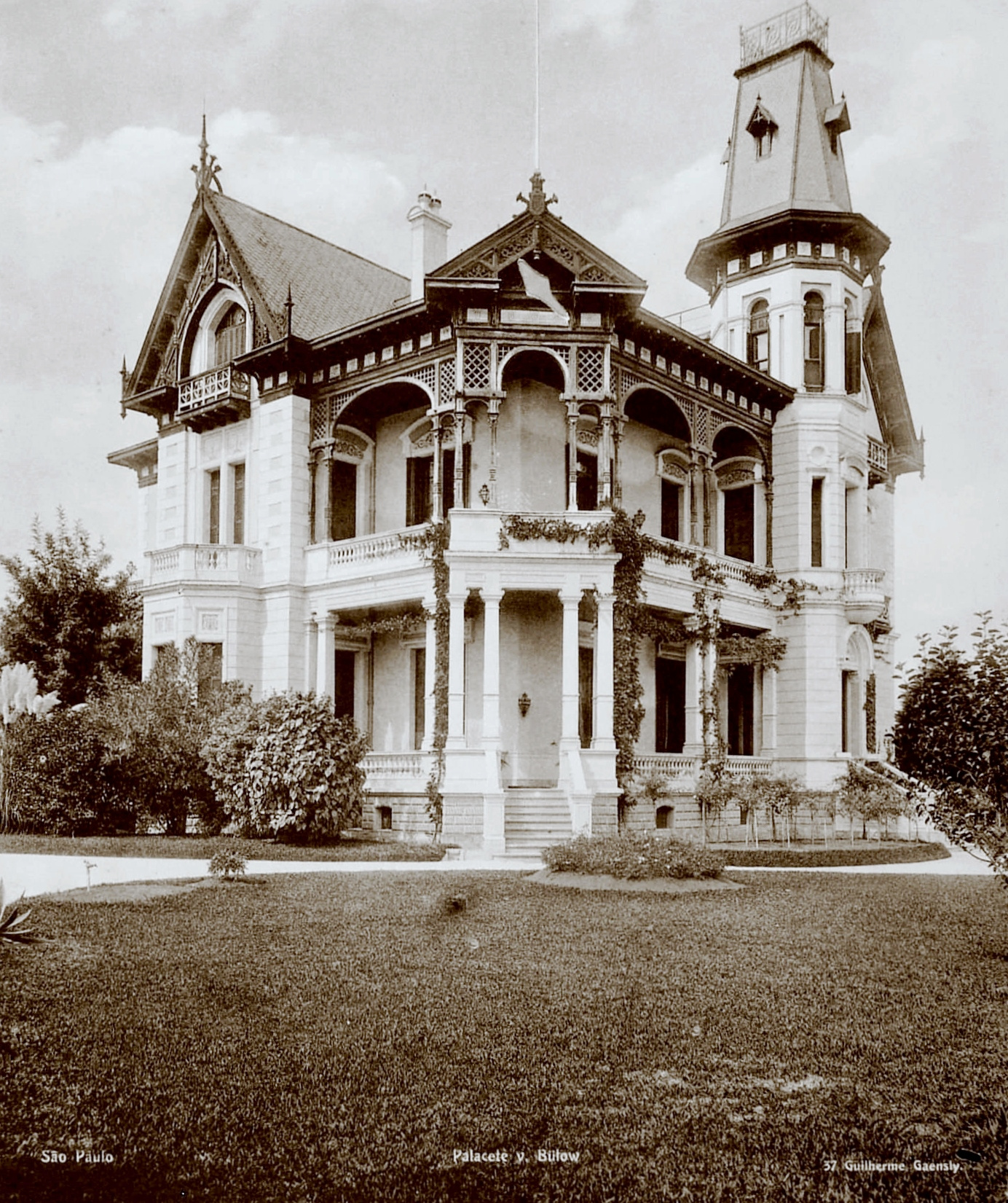
Palacete von Bülow na década de 1900 (foto de Guilherme Gaensly).

O Palacete von Bülow foi a primeira mansão erguida na Avenida Paulista, na cidade de São Paulo. A construção foi concluída em 1895 e demolida na década de 1950 para dar lugar ao Edifício Pauliceia, prédio tombado e catalogado como patrimônio histórico da cidade.

## História
A habitação ficava entre as alamedas Campinas e Eugênio de Lima e foi construída pelo dinamarquês empresário e acionista da Companhia Antarctica Paulista Adam Ditrik von Bülow que ocupou a função de  vice-cônsul da Dinamarca no Brasil. Antes disso, Adam von Bülow também já tinha atuado em outros setores, veio à São Paulo em 1867 para ser professor em uma escola alemã, em 1869 foi trabalhar na importadora C. Budich & Co. em Santos, onde tornou-se sócio e depois em 1876, fundou a importadora Zerrenener,Bulow & Cia. ,onde comprava lúpulo, cevada e equipamentos. O projeto foi desenvolvido pelo arquiteto alemão Augusto Fried. O arquiteto Augusto Fried também projetou outros edifícios históricos da cidade como o Palacete de Henrique Schaumann também na Avenida Paulista, a Antiga sede da Escola Alemã na Praça da República e o Palacete Tereza Toledo Lara no centro de São Paulo.
Na época da inauguração da Paulista em 1891, o logradouro tinha 30 m de largura e quase 3000 m de extensão. Não contava com energia elétrica e não dispunha de calçamento, a avenida só foi asfaltada em 1909 tendo sido a primeira via pública a receber revestimento asfáltico no estado de São Paulo.

## Características

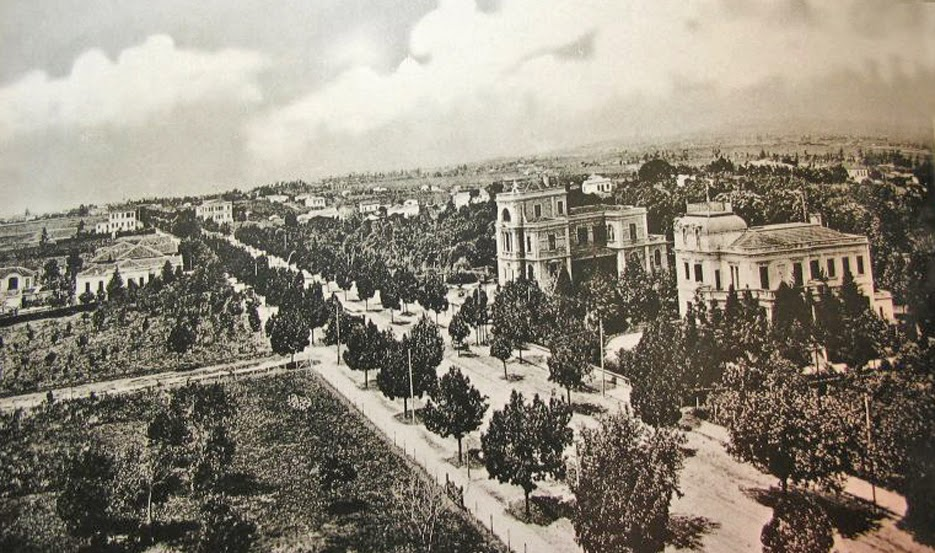
Vista da Avenida Paulista em 1902 (foto de Guilherme Gaensly).

O sobrado seguia os padrões do estilo eclético. Abrigava junto a sua porta principal um amplo terraço, replicado no andar superior, que era complementado por outros cômodos avarandados. O edifício durante muito tempo foi o ponto mais alto da Avenida Paulista e contava com um belvedere e uma torre imponente. Por causa de sua torre de observação foi utilizado no registro fotográfico da avenida no início do século XX.